# Castellet de Banyoles
El Poblado Ibérico del Castellet de Banyoles, localizado en la población de Tivisa, Ribera de Ebro (Tarragona), es el poblado íbero más extenso de la Cataluña meridional. Su nombre probable sería Kum.
Dentro del poblado también se encuentran las ruinas de una antiguo castillo medieval (Castellet de Banyoles).

## Descripción
Del yacimiento destacan fuertemente sus dos torres de defensa pentagonales de la entrada, su estratégica situación a unos 115 metros sobre el curso del río Ebro, los tesoros que se recuperaron y sus dimensiones (superficie máxima potencial cercana a los 42 000 m²). De los estudios realizados hasta ahora, parece desprenderse la idea de una ocupación periférica y de un gran espacio central público.
Muchas de las piezas arqueológicas más espectaculares, localizadas en el asentamiento, se encuentran actualmente en el Museo de Arqueología de Cataluña en Barcelona. El llamado tesoro de Tivisa fue descubierto en 1927 y está formado por cuatro páteras de plata dorada, varios vasos de plata y dos collares. Anteriormente, en 1912, aparecieron un conjunto de pendientes, pulseras, anillos y monedas y en 1925 un par de bueyes de bronce.
De momento, las excavaciones han puesto de manifiesto un único nivel de destrucción correspondiente a finales del siglo III a. C., aunque parece existir una cierta reocupación a finales del siglo II a. C. y durante el siglo I antes de Cristo. Las últimas excavaciones también demuestran la presencia de un campamento militar romano cerca del asentamiento ibérico  ilercavón.
Parece suficientemente documentada su destrucción repentina y violenta, probablemente durante los últimos años de la segunda guerra púnica y en relación con las revueltas de los poblados indígenas mencionadas por las fuentes históricas.
El conjunto del yacimiento ibérico del Castellet de Banyoles fue declarado monumento histórico-artístico y arqueológico nacional en 1978 (Real Decreto 2947 de 27 de octubre y BOE del 15 de diciembre).

## Galería de imágenes

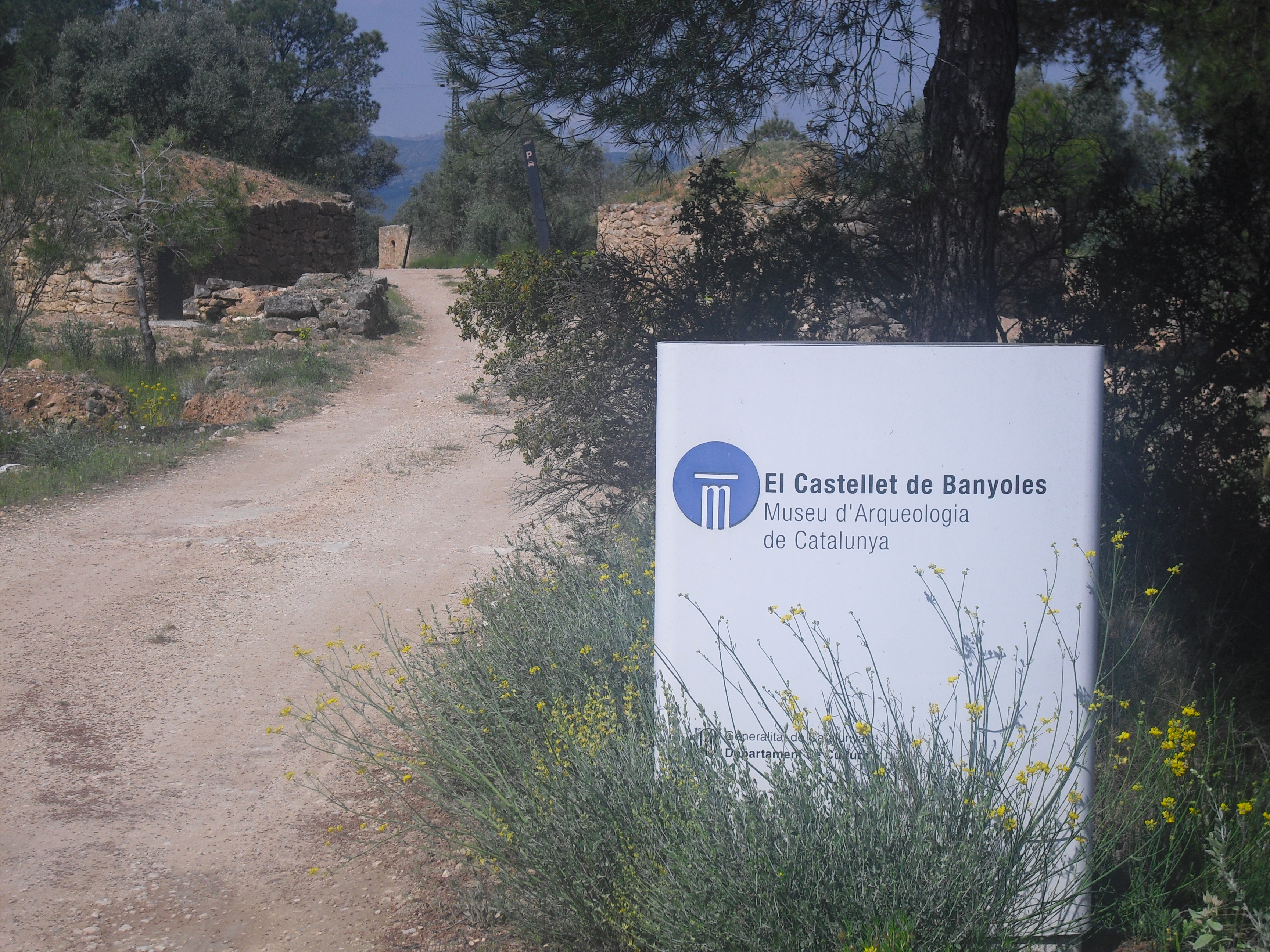
Entrada al yacimiento.
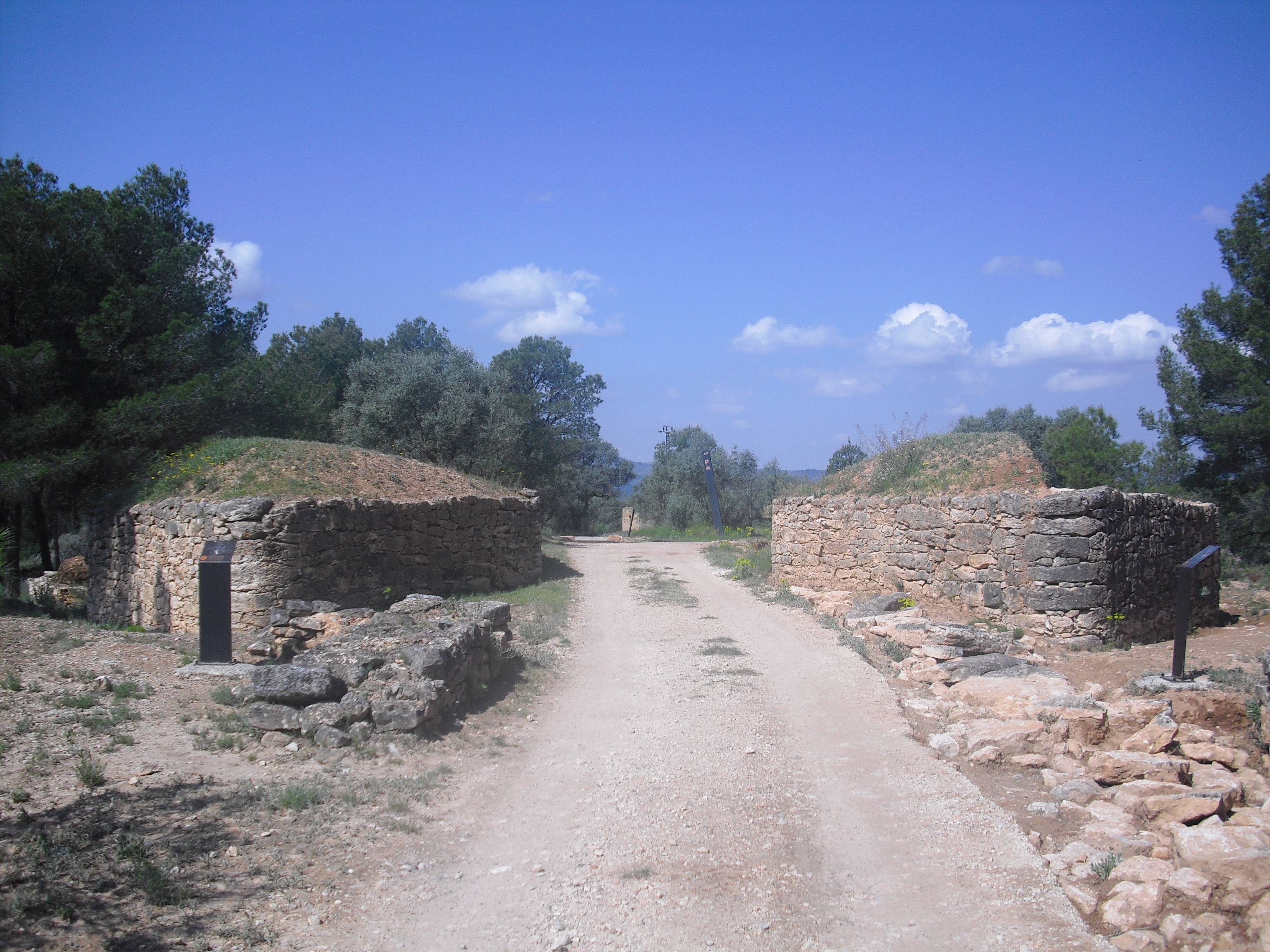
Torres pentagonales de defensa en la entrada del poblado.
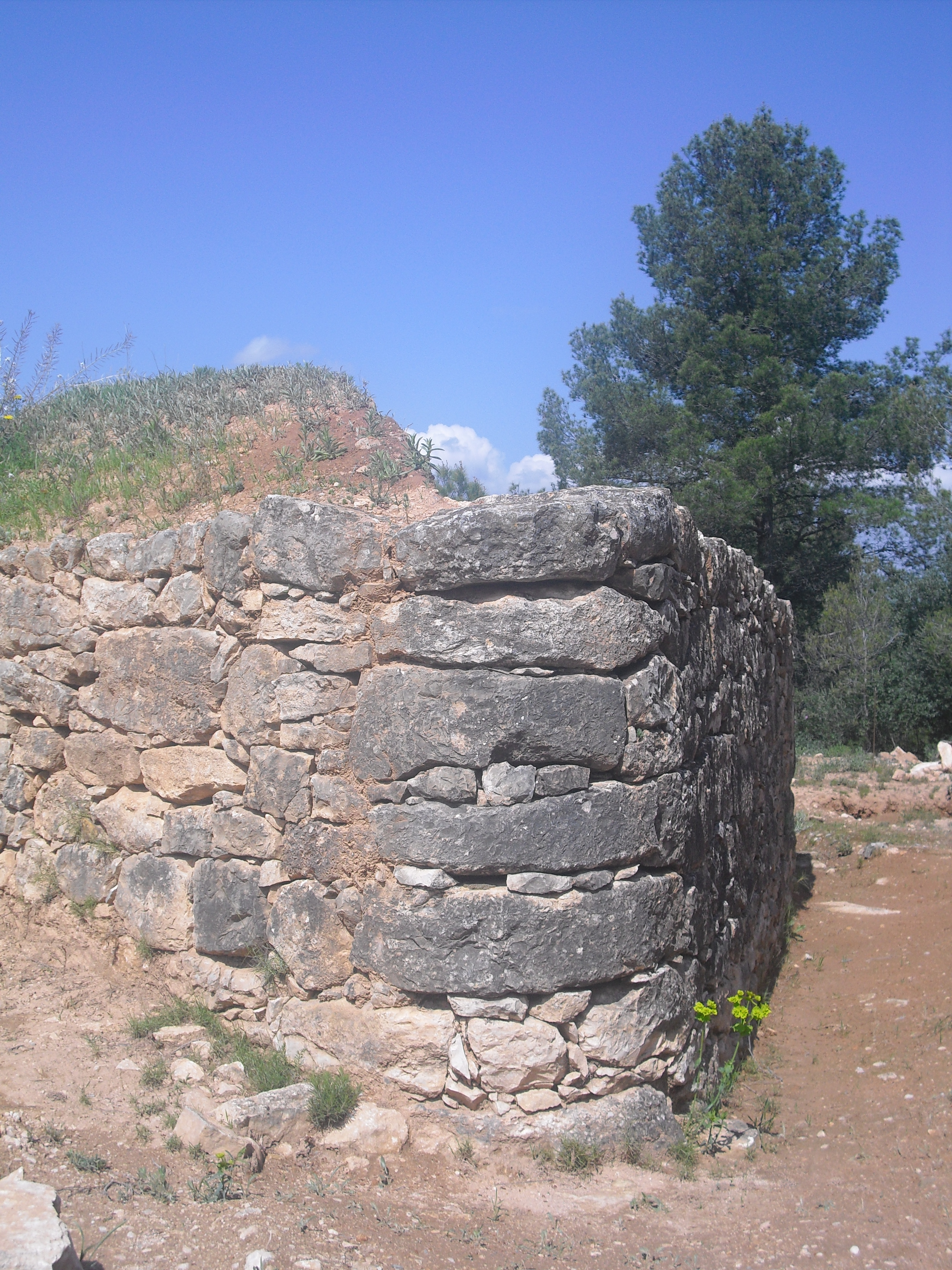
Detalle de una de las torres pentagonales.
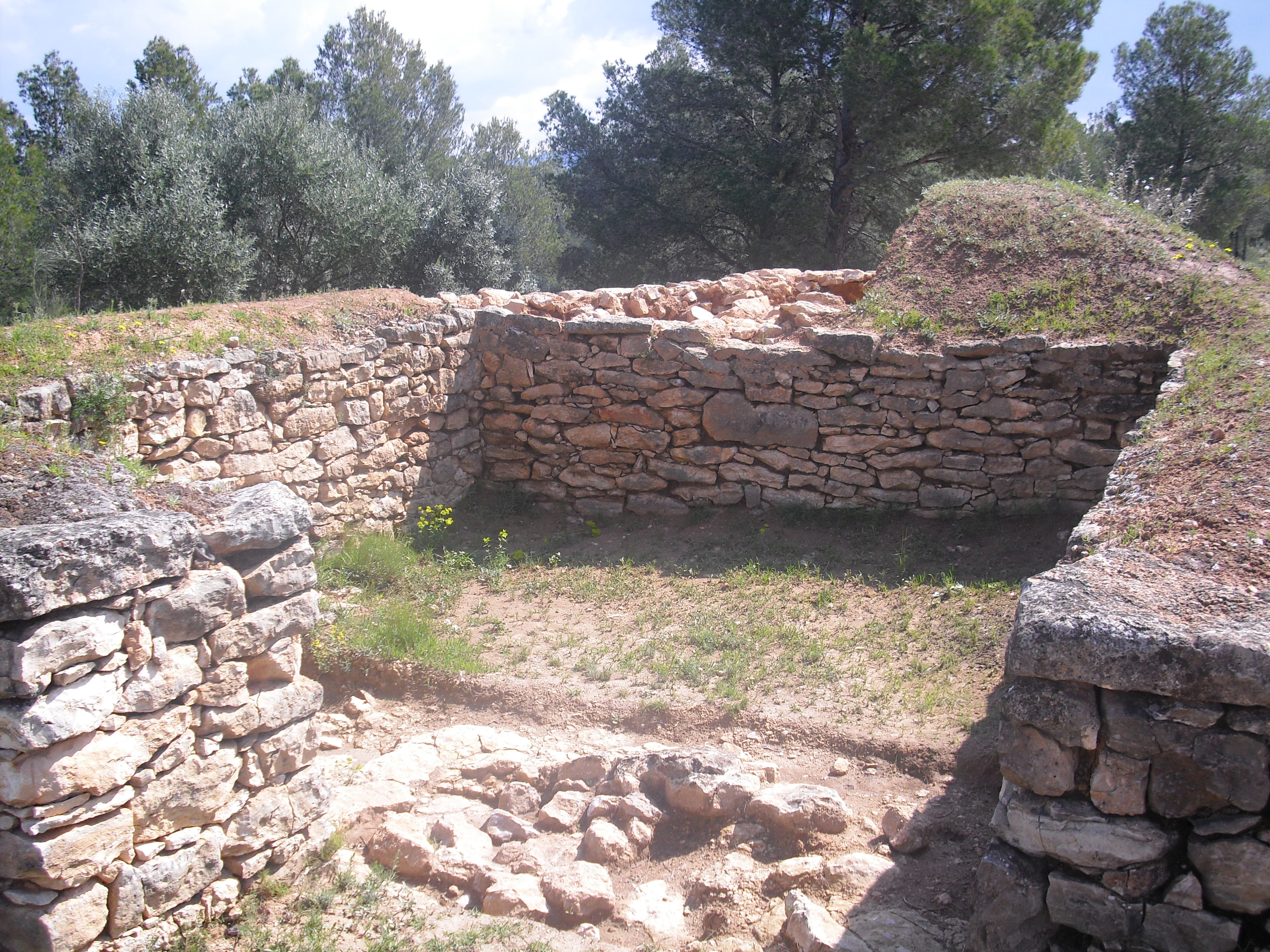
Interior de las torres.
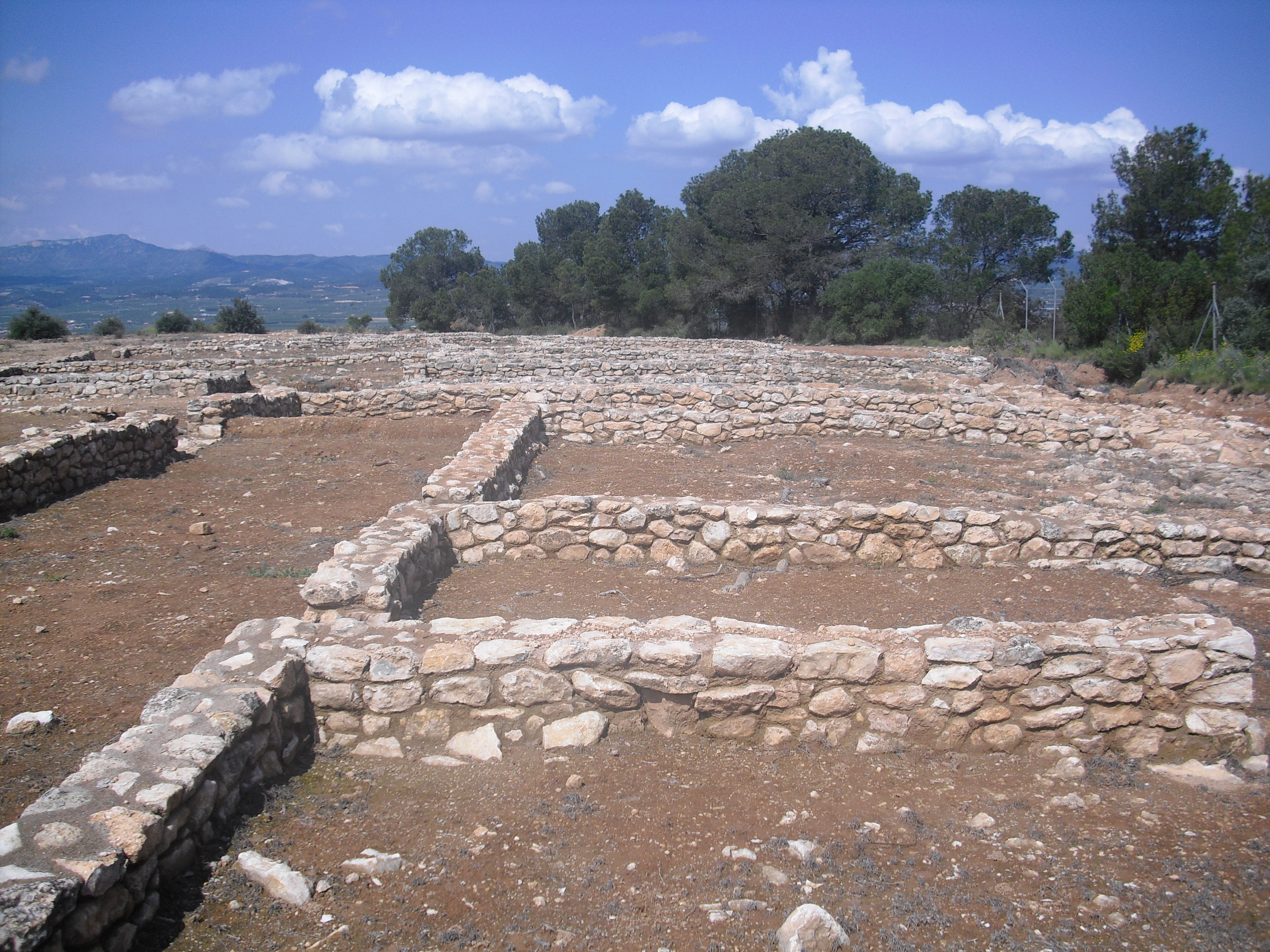
El barrio de viviendas de la zona nord-occidental del poblado.